# L'Occitane en Provence
Cet article concerne une entreprise. Pour le premier voilier du nom, voir L'Occitane en Provence (IMOCA). Pour le deuxième voilier du nom, voir Apivia (IMOCA).
L'Occitane en Provence est une entreprise de cosmétiques française, fondée par Olivier Baussan en 1976 et faisant partie du Groupe L'Occitane.
À l'origine nommée L'Occitane, elle a donné son nom au groupe L'Occitane avant d'être renommée par son propriétaire actuel, Reinold Geiger.

## Historique
Le 16 avril 2022 dans le cadre de l'Invasion de l'Ukraine par la Russie en 2022 la société annonce la fermeture de tous les magasins et magasins en ligne en Russie.
En avril 2024, Bloomberg révèle que L'Occitane va être racheté par l'américain Blackstone.

## Activités
L'entreprise propose des produits cosmétiques qui se veulent d'origine naturelle et dont les ingrédients sont en grande partie issue de la Provence, région d'origine de son fondateur. Les gammes vont du soin du visage et du corps aux parfums et maquillages.

## Controverses
Le 20 octobre 2022, l'émission Cash Investigation révèle que l'Occitane vend des savons à base d'huile de palme dont la récolte est notamment faite par des enfants alors qu'elle vend les produits « solidaires » issus de la récolte en partenariat avec l'UNICEF. Cette enquête révèle également que l'entreprise et l'agence UNICEF étaient au courant des risques.

## Entreprises et marques du groupe
- L'Occitane en Provence[7]
- L'Occitane au Brésil
- LimeLife by Alcone
- Melvita
- Erborian
- Elemis
- Duolab
- Sol de Janeiro[8]